# عملیات فلش
عملیات فلش (کرواتی: Operacija Bljesak) عملیات تهاجمی ارتش کرواسی در جریان جنگ استقلال کرواسی علیه نیروهای ارتش جمهوری صرب کراینا بود که از یکم تا سوم می ۱۹۹۵ صورت گرفت.ارتش کرواسی در این حمله توانست ۵۵۸ کیلومتر مربع از خاک جمهوری صرب کراینا را بدست آورد.